# Oliver Alexy
Oliver Alexy (* 1980) ist deutscher Wirtschaftsinformatiker und Betriebswirtschaftler. Im Jahr 2012 wurde er an das neugeschaffene Extraordinariat für Betriebswirtschaftslehre (Strategic Entrepreneurship) der Technischen Universität München berufen.

## Werdegang
Bis 2005 studierte Alexy Wirtschaftsinformatik an der Universität Regensburg und promovierte im Jahr 2008 in Betriebswirtschaft an der Technischen Universität München. Anschließend erhielt er eine Postdoc-Stelle am Imperial College in London und wurde dort im Jahr 2011 zum Assistenzprofessor auf Zeit ernannt. Er absolvierte im Jahr 2008 Forschungsaufenthalte an der Harvard Business School und am Massachusetts Institute of Technology sowie am Politecnico di Milano im Jahr 2011. Im Jahr 2012 wurde er an die TUM School of Management berufen.

## Auszeichnungen
- 2009: Division, Academy of Management
- 2009: Best Doctoral Dissertation Award, DRUID Summer - Finalist (one of three)
- 2009: Best Dissertation Award, Technology and Innovation Management (TIM) Division - Finalist (one of four)
- 2010: EBS Best-Paper-Award Innovation Management
- 2011: Preis für gute Lehre, Imperial College Business School

## Veröffentlichungen
- mit G. George, A. Salter: Cui bono? The selective revealing of knowledge and its implications for innovative activity. Academy of Management Review. 2012; online first
- mit G. George: Category divergence, straddling, and currency: Open innovation and the legitimation of illegitimate categories. In: Journal of Management Studies. 2012; online first
- mit A. Salter und P. Criscuolo: Managing Unrequested Innovative Ideas. In: California Management Review. 54(3), 2012, S. 116–139.
- mit P. Criscuolo und A. Salter: Does IP strategy have to cripple open innovation? In: Sloan Management Review. 51(1), 2009, S. 71–78.
- mit E. Autio und G. George: International Entrepreneurship and Capability Development—Qualitative Evidence and Future Research Directions. In: Entrepreneurship Theory and Practice. 35(1), 2011, S. 11–37.